# La Mancha de Vejezate
La Mancha de Vejezate (o de Criptana) es una zona de La Meseta, cruzada por el río Záncara, cuyo centro fue el hoy despoblado de la Torre de Vejezate. A unos 2,5 km hacia el sur/sudeste de este despoblado "desemboca" el río Córcoles en una zona endorreica de infiltración, a la manera de un "río libre". Solo en épocas de avenidas extraordinarias el caudal del río Córcoles alcanza el Río Záncara a través de la "Acequia de Socuéllamos".

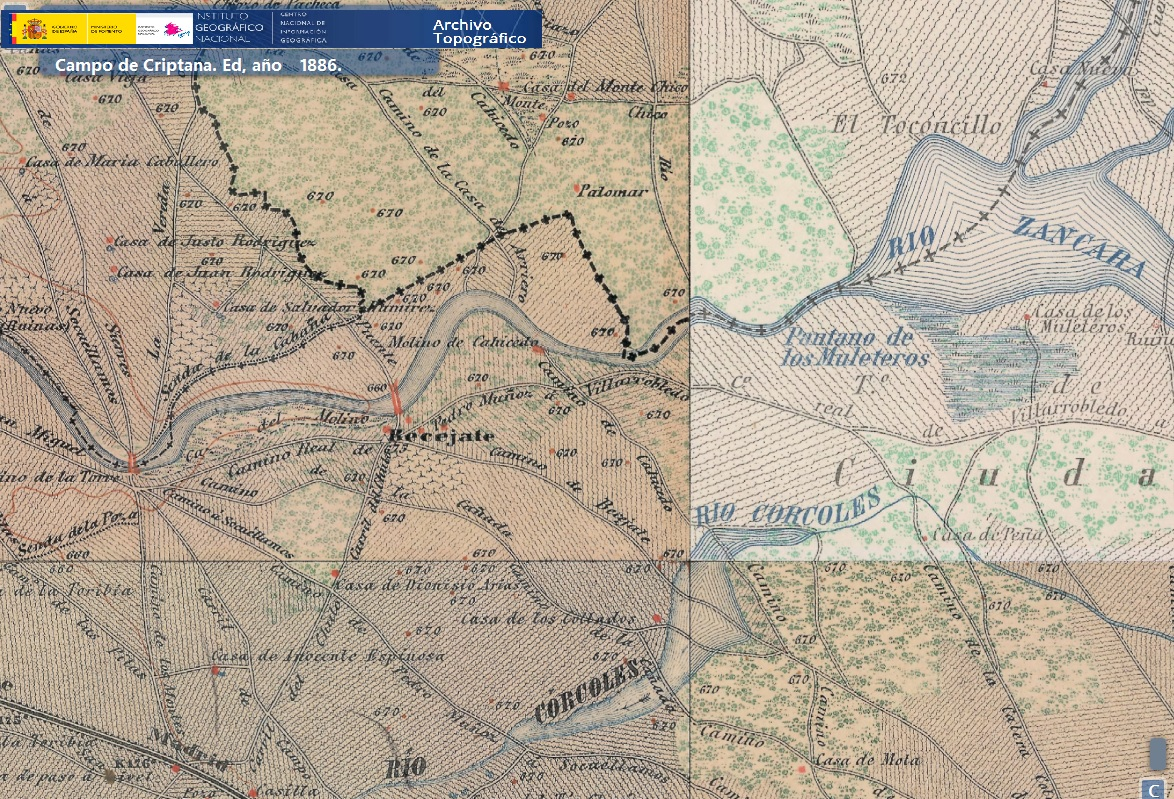
Detalle de la "Mancha de Vejezate" o de Criptana. Mapa I.G.N. Año 1886. Campo de Criptana

La Mancha de Vejezate (o "Becejate"), sería el origen del actual nombre de la región natural de La Mancha.

## Introducción
La Mancha de Vejezate es una realidad primero geográfica y después histórica, distrito musulmán con el caudillo Aben Zeyat, con cabeza en cortijo medieval y después torre cristiana derribada en la guerra de Sucesión de Castilla con los Reyes Católicos: Una comarca natural llamada a veces Abeigazat, otras Gazate, las más Torre de Vejezate, su cabeza histórica, que ha dado nombre a excelentes vinos y caldos pero que en su existencia es ignorada por casi todos, aunque es nada menos que el espacio físico donde surgieron hace siglos los pueblos de Tomelloso y de Socuéllamos.

## Descripción geográfica
Es una vasta llanura de 75.000 ha de extensión delimitada por suaves sierras, pequeñas lomas y desafiantes cerros testigos pues altas cumbres no las hay en la Mancha Alta, donde hace milenios se establecieron las civilizaciones que nos precedieron y después los molinos de viento quijotescos y cervantinos que nos han dado nuestra seña de identidad en todo el mundo:
al norte, la loma de la “Casa de la Torre”, el Cerro Picorzo y los cerros testigos de Las Mesas; al noroeste la Sierra de los molinos de Criptana y el cerro de los molinos de Alcázar de San Juan, también llamado cerro de san Antón; al sur, las primeras estribaciones montañosas del Campo de Montiel, con los Cerros del Novillo y la Cabeza de los Frailes, todos ellos testigos de la historia.

## Historia
Como tal, es citada por primera vez en la partición de las Órdenes Militares de Santiago y San Juan del año 1237: Entonces la Ruidera tengan los frailes de Uclés, y partieron por medio con la Moraleja por soga, y de este mojón a la Mancha de Haver Garat, a tanto que llegue con el otro mojón que está entre Criptana y Santa María, y de este mojón que está entre la Moraleja y la Roidera sale el valle arriba a la carrera que va de la Ruidera a Alhambra y recude al Pozo del Allozo.
Junto a la otra Mancha conocida, la Mancha de Montearagón (Albacete), con ella, es la primera vez que aparece el topónimo La Mancha en la documentación medieval.
Siguiendo los bordes, los mojones, lindes, hitos y límites que establece esta partición, en el Cerro de la Cabeza de los Frailes terminaba en esos años de la Reconquista cristiana el Campo de Montiel geográfico, acercándonos a la Ossa de Montiel y a las Lagunas de Ruidera, y comenzaba la llanura de La Mancha de Vejezate y Tomelloso, donde aún hoy sigue el hito que divide los términos municipales de Argamasilla de Alba, Tomelloso y Alhambra.

## Caminos y despoblados
Esta "Cabeza de los Frailes", cerro testigo inmutable en el Camino de Tomelloso a la Ossa, paso inmemorial desde Alcázar y Criptana, el camino del agua de las lagunas, era un punto de vigilancia desde la Edad del Bronce, y la morra o motilla que aún pervive en su cumbre así nos lo dice, pero solo era eso, una “torre vigía”, pues la población estaba en Las Balsillas, encerrada en una “acrópolis” o espolón amurallado toscamente, y las casas ibéricas de zócalo y tapial, y los dueños romanos en su villa rural.
Porque La Mancha de Vejezate estaba encajonada entre caminos y sierras, y en todas ellas la población sigilosa controlaba visualmente todo su territorio, también desde el Cerro Picorzo, paso hacia Las Mesas y Cuenca, hacia el poblado de Manjavacas – conocida y visitada Ermita – y la Sierra de la Mota del Cuervo, habitado desde el Bronce, con íberos y romanos, y monedas en su suelo.
También las hubo al lado de intermitentes ríos y arroyos, el de las Balsas en Las Basillas, en lagunas como las de Socuéllamos – llamada de La Hoyuela, encharcamiento del río Córcoles -, en el Villarejo Rubio con su Iglesia medieval, en la villa romana de “La Laguna” camino de Villarrobledo con su cerámica zoomorfa romana, terra sigillata africana, hispánica, gálica.
Y así todos los poblados antiguos de Tomelloso, que murieron antes de ver nacer a nuestros pueblos, en los oscuros siglos medievales, por las pestes, las hambres y las guerras: El Pozo Bernaldo, y no pozo declarado como le llamó Francisco García Pavón en su afamada "Historia de Tomelloso", villar íbero y romano, donde ya hilaban con sus telares y pondios, donde almacenaban vino y aceite y en sus metretas y ánforas que los agricultores de hoy han podido encontrar en sus labranzas; San Martín, íbero, musulmán, moderno, contó con su propia Iglesia y la población suficiente como para que el Comendador de Campo de Criptana tuviera allí su casa, llamada entonces tercia, para recoger diezmos; con su propio e inmemorial camino el de las Carretas, hoy lleno solo de polvo, en un paso hacia ninguna parte, ni aquí, ni allí, ni en Criptana, ni en los Arenales; ni en Tomelloso, ni en Socuéllamos, ahora olvidado entre bombos, chozos manchegos y pozos.

## Revista La Mancha de Vejezate
El 15 de febrero de 2008 se presentó en Tomelloso el número 1 de una revista de humanidades y corte científico realizada por la Asociación Cultural Foro Castellano y dirigida por Francisco Javier Escudero Buendía, y con un equipo formado por Juan Luis Segura Cobo, Vicente Morales Becerra y María Dolores Navarro Secadura.
Patrocinada principalmente por Dirección General del Libro de la Junta de Comunidades de Castilla-La Mancha ha sido denominada precisamente La Mancha de Vejezate. Su primer número está dedicado a la Arquitectura rural en piedra seca, mientras que el número 2, presentado el 10 de abril de 2008, contiene las Actas de las I Jornadas de Patrimonio Religioso de Tomelloso.
En septiembre de 2009 fue presentado en la Casa de Castilla-La Mancha de Madrid el número 3 de la colección, denominado en esta ocasión “El Santuario, El Museo y la Romería de la Virgen de las Viñas", con el patrocinio del Ayuntamiento y Hermandad de la localidad.